# Мойшен, Фридрих Кристиан
Фридрих Кристиан Мойшен (Friedrich Christian Meuschen; 1719—1811) — немецкий дипломат и конхиолог. Сын теолога Иоганна Герхарда Мойшена (1680–1743).
Мойшен был дипломатическим представителем в Гааге, где он служил в качестве секретаря. Он также был торговцем раковин моллюсков и других объектов естественной истории. С 1766 по 1778 годы он каталогизировал многочисленные коллекции естественной истории и опубликовал свои выводы в 8-томном труде под названием «Miscellanea Conchyliologica». Он умер в Берлине.
Род рыб Meuschenia назван в его честь австралийским ихтиологом Гилбертом Перси Уитли (1903—1975).